# Célestin Ier
Pour les articles homonymes, voir Saint Célestin et Célestin.
Célestin Ier est le 43e évêque de Rome de 422 à 432. Il est reconnu saint par l'Église catholique et fêté le 6 avril, jour où sa dépouille est déposée dans la catacombe de Priscille.
Le pontificat de Célestin est en grande partie consacré à combattre diverses idéologies jugées hérétiques. Il soutient la mission des évêques gaulois qui envoient Germain d'Auxerre en 429 en Bretagne pour lutter contre le pélagianisme, et nomme ensuite Palladius comme évêque des Écossais d'Irlande et du nord de la Grande-Bretagne. En 430, il tient un synode à Rome qui condamne les thèses de Nestorius.

## Biographie

### Jeunesse et famille
Célestin Ier est né à Rome. On ne sait rien de sa jeunesse, sauf que le nom de son père est Priscus. Selon John Gilmary Shea, il est une parent de l'empereur romain Valentinien III. Il aurait vécu quelque temps à Milan auprès de saint Ambroise. La première trace connue de lui se trouve dans un document du pape Innocent Ier de l'année 416, où il est appelé « Célestin le diacre ».
En 418, marque de son prestige grandissant, saint Augustin d'Hippone, un de ses amis chers, lui écrit une lettre (Épître LXII) au langage très respectueux.

### Pontificat
Selon le Liber Pontificalis et les bollandistes, le début de sa papauté est datée au 3 novembre. Louis-Sébastien Le Nain de Tillemont fixe cependant la date au 10 septembre. Le Vatican donne également son pontificat comme commençant le 10 septembre 422.
Malgré les temps troubles qui règnent à Rome, il est élu sans aucune opposition, comme le montre une lettre de saint Augustin (Épître CCLXI), qui lui est écrite peu après son élévation, dans laquelle le docteur de l'Église invoque son aide pour résoudre son différend avec Antoine, évêque de Fessula en Afrique.
Il semble que Célestin et Augustin sont liés par une amitié forte et que, pour cette raison, après la mort de ce dernier en 430, Célestin écrit une longue lettre aux évêques des Gaules sur la sainteté, la culture et le zèle du saint, dans laquelle il interdit toutes les attaques contre sa mémoire par les semi-pélagiens qui, sous la direction de Jean Cassien, commencent à avoir de plus en plus d'influence.
Il hérite des conflits de ses prédécesseurs avec l'Église africaine, qui sont résolus en reconnaissant l'autonomie de celle-ci dans le domaine disciplinaire, alors qu'il impose la contrainte de Rome sur l'Illyrie orientale par le système du vicariat.

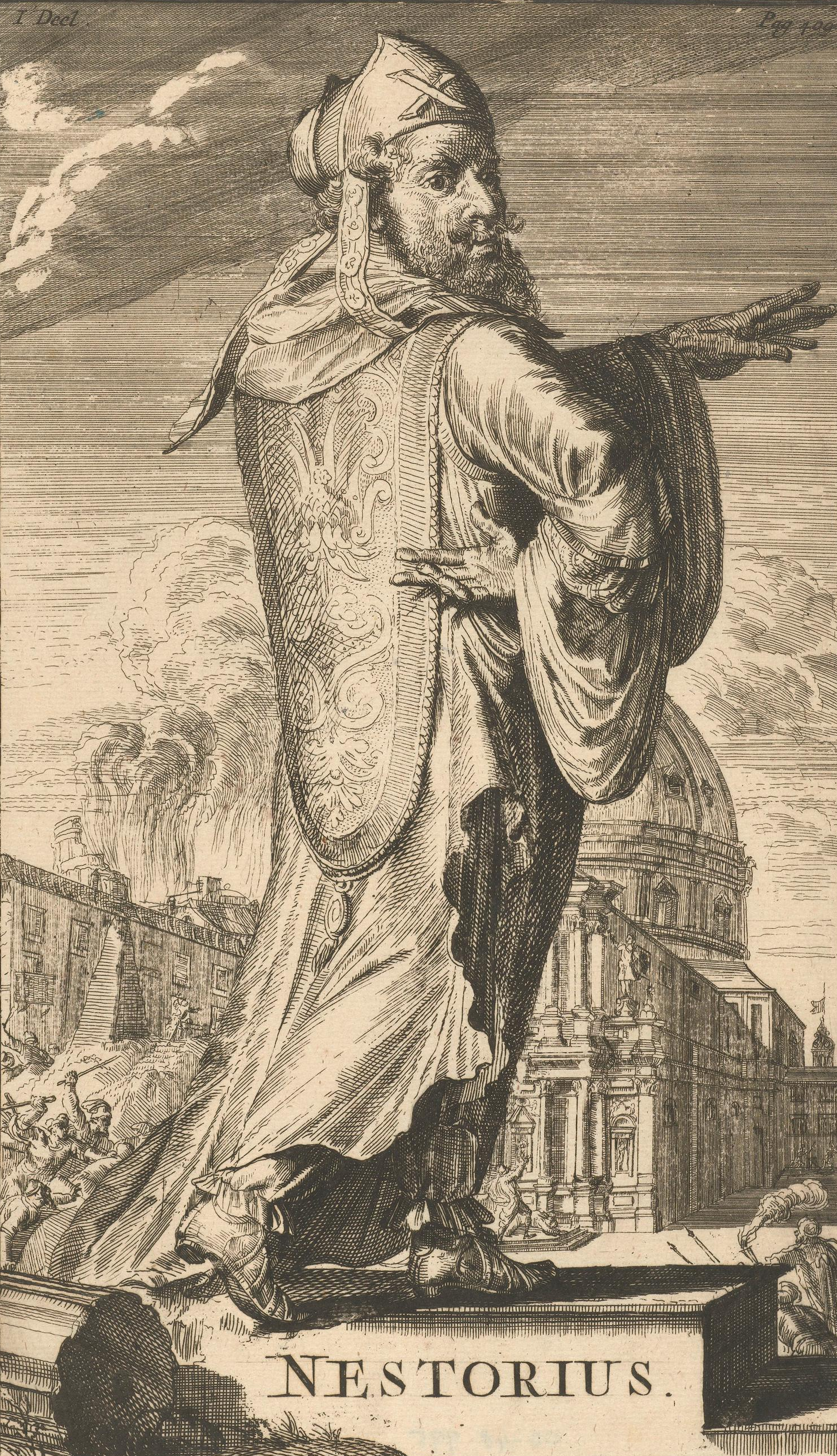
Portrait de Nestorius, Romeyn de Hooghe, 1688.

En 430, il tient un synode à Rome, au cours duquel les thèses de Nestorius sont condamnés. L'année suivante, il envoie des délégués au premier concile d'Éphèse, qui aborde le nestorianisme. Quatre lettres écrites par lui à cette occasion, toutes datées du 15 mars 431, ainsi que quelques autres, aux évêques d'Afrique, d'Illyrie, de Thessalonique et de Narbonne, existent dans des retraductions du grec, les originaux latins ayant été perdus.
Bien que son pontificat se déroule dans des temps tourmentés, alors que les manichéens, les donatistes, les noviatiens et les pélagiens troublent la paix de l'Église et que les hordes barbares commencent leurs incursions au cœur de l'empire romain, son ferme et tout-puissant caractère, et en même temps sa gentillesse, lui permettent de remplir avec succès toutes les tâches que comporte sa fonction. Il soutient partout les droits de l'Église et la dignité de sa charge.
Il est aidé par Galla Placidia qui, au nom de son jeune fils Valentinien III, bannit de Rome les manichéens et autres hérétiques qui compromettent la paix. Célestin non seulement chasse Célestius, le compagnon et principal disciple de Pélage, d'Italie, mais inspire une nouvelle condamnation de la secte par le concile d'Éphèse. 
Célestine soutient l'orthodoxie romaine : grâce à son aide, saint Germain d'Auxerre et saint Loup de Troyes, envoyés par les évêques gaulois en Bretagne, la terre natale de Pélage, réussissent, en 429, à éradiquer l'hérésie de son sol natal.
Célestin s'oppose fortement aux novatiens à Rome ; comme l'écrit Socrate le Scolastique, « ce Célestin enleva également les églises aux novatiens à Rome et obligea Rusticulus, leur évêque, à tenir secrètement ses réunions dans des maisons privées ». Les Novatiens refusent l'absolution aux lapsi, mais Célestin affirme que la réconciliation ne devrait jamais être refusée à un pécheur mourant qui la demande sincèrement. Il refuse avec zèle de tolérer la moindre innovation dans les constitutions de ses prédécesseurs. Comme le rapporte saint Vincent de Lérins en 434 :

« Le Saint Pape Célestin s'exprime également de la même manière et dans le même sens. Car dans l'épître qu'il écrivit aux prêtres des Gaules, les accusant de connivence avec l'erreur, en ce sens que par leur silence ils manquèrent à leur devoir envers l'ancienne foi et laissèrent surgir des nouveautés profanes, il dit : « Nous sommes à juste titre à blâmer si nous encourageons l'erreur par le silence. Réprimandez donc ces gens. Restreignez leur liberté de prêcher ». »

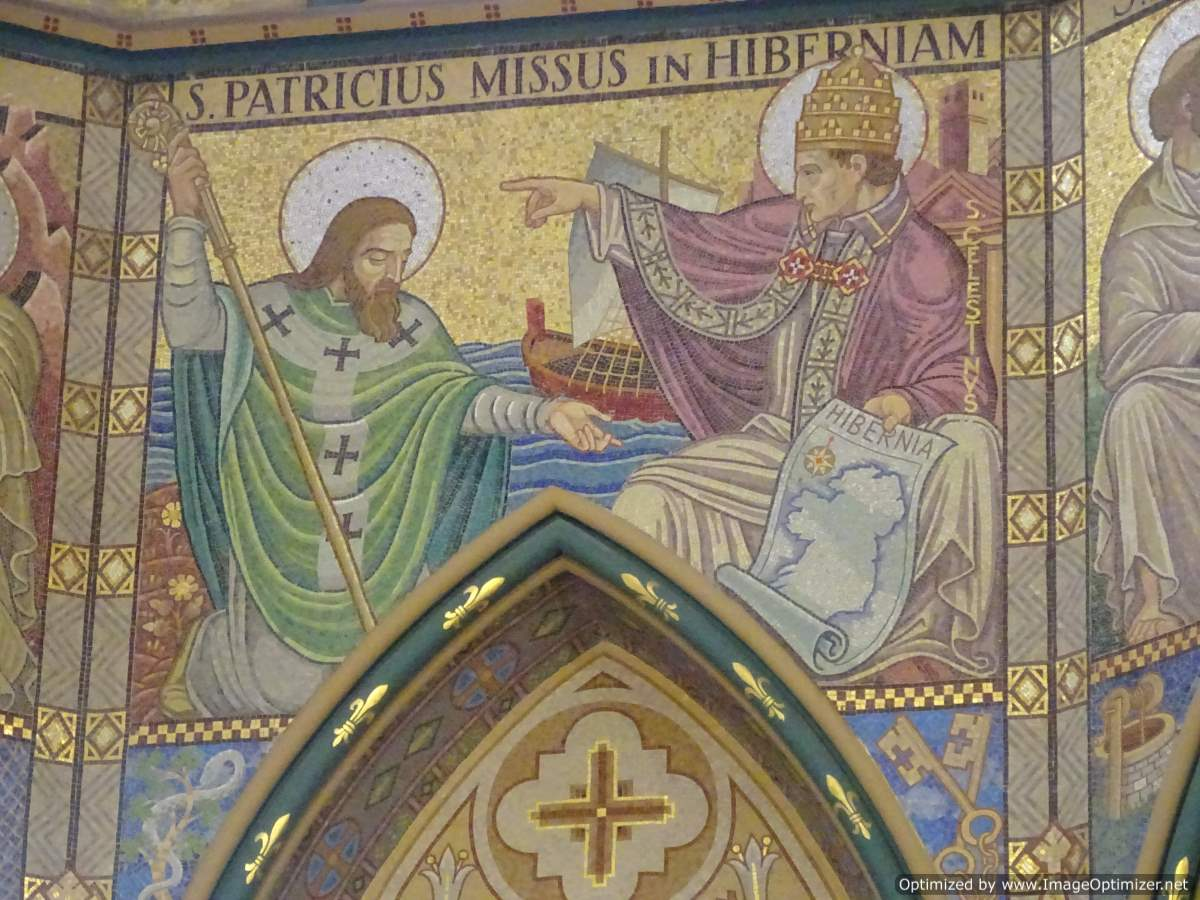
Saint Patrick envoyé en Irlande en 432 par le pape Célestin Ier, mosaïque murale de la cathédrale Sainte-Marie de Kilkenny.

Le dernier acte officiel de Célestin, l'envoi de saint Patrick en Irlande en 432, surpasse peut-être tous les autres par ses conséquences considérables. Il a déjà envoyé l'année précédente, saint Palladius, son diacre, qu'il a consacré comme premier évêque d'Irlande en 431, comme évêque aux « Écossais irlandais qui croyaient au Christ ». Mais Palladius quitte bientôt l'Irlande et meurt l'année suivante en Bretagne. Saint Patrick, qui avait été auparavant refusé par le pape, reçoit la fonction tant désirée quelques jours seulement avant la mort de Célestin, qui participe ainsi à la conversion des Irlandais.
Il restaure et embellit la basilique Sainte-Marie-du-Trastevere, endommagée lors du sac de 410 d'Alaric Ier, et construit l'église Santa Sabina de Rome sur l'Aventin. Il fait embellir la catacombe de Priscille avec des peintures du concile d'Éphèse. L'anti-pape Anastase le Bibliothécaire, lui attribue plusieurs parties de la liturgie, mais sans aucune certitude sur l'objet. Il faut également remettre en question l'affirmation du Liber Pontificalis, selon laquelle il aurait ajouté la préface au canon de la messe.
La crosse, insigne de l'autorité épiscopale ou abbatiale, est mentionnée, semble-t-il pour la première fois, dans une de ses lettres.
Les Chapitres de Célestin, les dix propositions sur la grâce, qui ont joué un important rôle dans l'histoire de l'augustinisme, ne lui sont plus attribuées. Pendant des siècles, on a cru qu'ils faisaient partie intégrante de sa lettre aux évêques des Gaules, mais ils sont actuellement considérés comme l'œuvre de Prosper d'Aquitaine.

### Mort
La date précise de son décès est incertaine, même si elle est traditionnellement placée au 27 juillet 432. Il est enterré au catacombe de Priscille de la via Salaria. Son corps est transféré en 820, par le pape Pascal Ier, dans la basilique Sainte-Praxède de Rome.

## Défenseur des traditions
Pape énergique, il précise les règles à suivre pour les élections épiscopales afin d'éviter les querelles qui avaient envenimé les débuts du règne de son prédécesseur. Adepte d'une grande fermeté, il souhaite renforcer la discipline des différents épiscopats, ses premières lettres aux évêques de Gaule et d'Italie sont très explicites sur ce sujet.
Fervent partisan des canons traditionnels, Célestin écrit aux évêques d'Illyrie pour leur recommander de les observer et de rester fidèles à l'évêque de Thessalonique, le vicaire papal, sans consulter celui qui ne devait consacrer aucun évêque ni convoquer aucun concile. Il écrit également aux évêques de Vienne et de Narbonne, les exhortant à suivre les canons anciens et, conformément à la volonté de son prédécesseur, à résister aux prétentions du siège d'Arles. En outre, il les avertit de ne pas refuser de donner l'absolution même à ceux qui la désirent à l'article de la mort, de ne pas s'habiller comme des moines et de prendre des mesures sévères contre un certain Daniel, moine oriental qui provoque de graves troubles dans l'Église des Gaules. Dans une lettre à certains évêques des Gaules, datée de 428, Célestin réprimande l'adoption d'habits cléricaux spéciaux par le clergé. Il écrit :«  Nous [les évêques et le clergé] devons nous distinguer du peuple [plébéien] par notre savoir et non par nos vêtements ; par notre conduite et non par nos vêtements ; par la pureté d'esprit et non par le soin que nous y prêtons sur notre personne ».
Il écrit aux évêques des Pouilles et de Calabre que le clergé ne doit pas ignorer les canons et que les laïcs ne doivent pas non plus être élevés à l'épiscopat à la place du clergé par la volonté populaire, aussi forte soit-elle (populus docendus non sequendus). Il menace également de sanctions sévères les futurs contrevenants. En défendant le droit de l'Église romaine de recevoir et de trancher les appels de toutes les régions, elle entre un temps en conflit avec l'Église d'Afrique (affaire Apiarius). Mais les évêques africains, bien qu'ils expriment une certaine dissidence, ne remettent jamais en question la primauté du Saint-Siège. Leurs plaintes sont plutôt dirigées contre l'usage indiscret occasionnel des prérogatives papales.
À propos de l'élection de l'évêque Honorat à Arles, le pape écrit ainsi en 428 à tous les évêques du Sud-Est de la Gaule pour leur demander qu'à l'avenir : « un prêtre ne soit élu, venant d'une autre Église, que dans le cas où aucun clerc de l'Église à pourvoir ne serait jugé digne, ce que nous croyons ne pouvoir se produire. Il faut réprouver le fait de préférer ceux des Églises étrangères, ne pas faire appel à des étrangers de peur que l'on ne paraisse avoir établi une sorte de nouveau collège d'où seraient tirés les évêques ».

## Nestorius et le concile œcuménique d'Éphèse

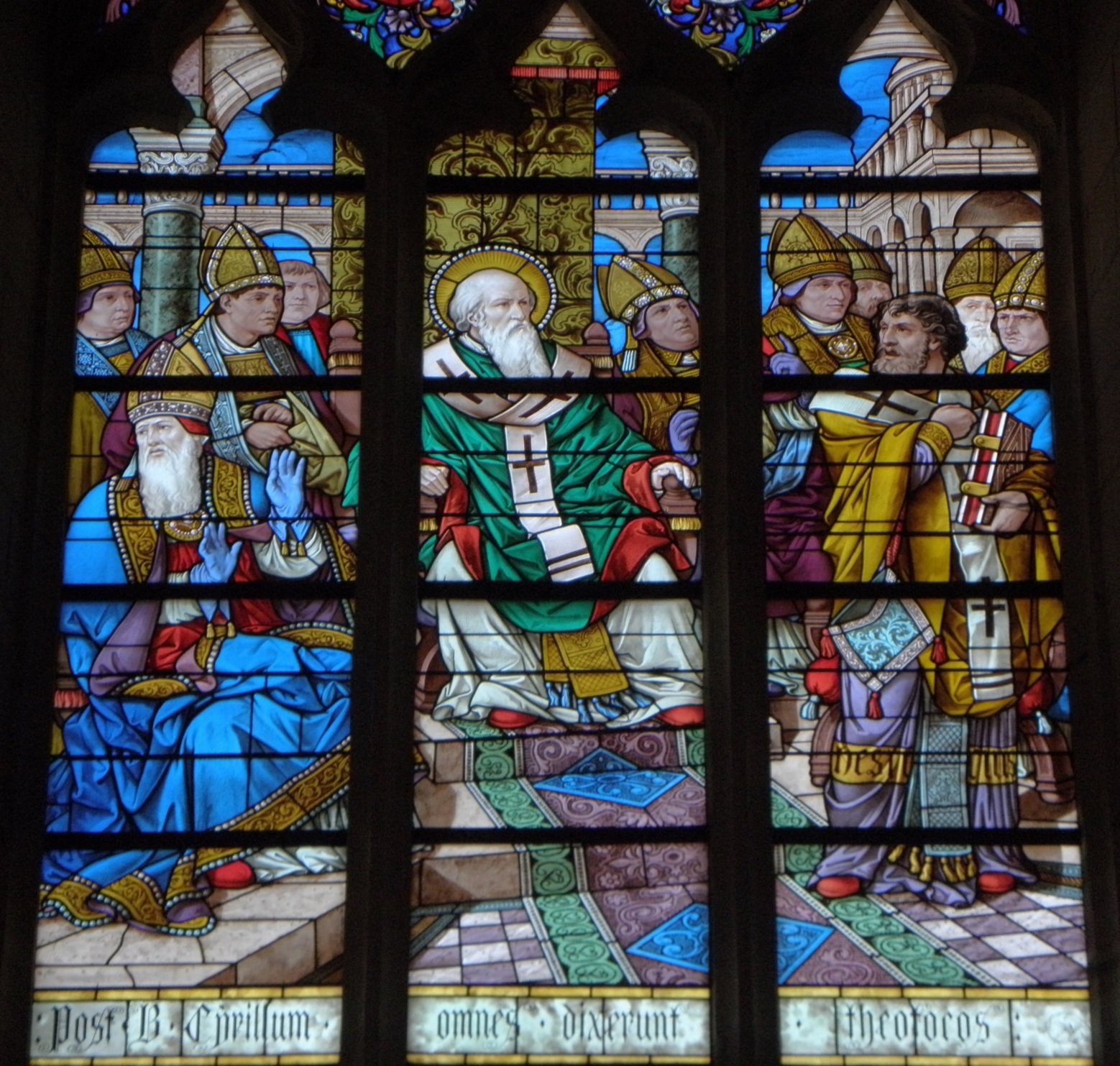
Les pères de l'église présidés par saint Cyrille d'Alexandrie (431) confondent Nestorius sur sa prétention à contester à la Vierge le titre de Mère de Dieu, église Notre-Dame de Beaufort-en-Vallée.

Les dernières années de la papauté de Célestin sont consacrées à combattre l'hérésie de Nestorius, qui considère notamment que la nature divine et la nature humaine sont séparées dans le Christ. Devenu évêque de Constantinople en 428, Nestorius est d'abord une source de grandes satisfactions pour le pape, comme en témoigne une lettre que lui adresse Célestin lui-même. Mais des soupçons sur son orthodoxie surgissent rapidement : il reçoit avec bienveillance les Pélagiens bannis de Rome par le Pape et peu après des échos de ses enseignements hérétiques sur la double personnalité du Christ et, en particulier, sur le rôle de la Marie, qu'il refuse de reconnaître comme « Mère de Dieu », mais seulement comme « Mère du Christ ». Célestin ordonne à Cyrille d'Alexandrie d'enquêter et de soumettre un rapport. Cyrille, s'étant assuré que Nestorius professe ouvertement son hérésie, envoie un rapport détaillé au pape qui, dans un synode romain en août 430, après avoir solennellement condamné les erreurs de Nestorius, ordonne à Cyrille de poursuivre contre lui en son nom.
Ce dernier doit être excommunié et destitué à moins que, dans un délai de dix jours, il ne se rétracte solennellement par écrit de ses erreurs. Dans des lettres écrites le même jour à Nestorius, au clergé et au peuple de Constantinople, à Jean, patriarche d'Antioche, Juvénal, patriarche de Jérusalem, Rufus, patriarche de Thessalonique, et Flavien, patriarche de Philippes, Célestin rend publique la sentence prononcée contre Nestorius et la commission donnée à Cyrille de l'exécuter. En même temps, il réadmet tous ceux qui ont été excommuniés ou déposés par celui-ci. Cyrille lance la condamnation papale et son anathème contre Nestorius.
Mais Nestorius bénéficie des sympathies de l'empereur romain qui, non convaincu des décisions prises à Rome, convoque un concile général à Éphèse (7 juin 431). Célestin envoie comme légats les évêques Arcadio et Proietto et le prêtre Philippe, qui sont censés soutenir Cyrille, même s'ils ne participent pas à la discussion, avec pour seule tâche d'évaluer les opinions opposées, le pape se réservant le droit de rendre la décision finale. Profitant des absences, pour diverses raisons, de nombreux représentants des Églises d'Orient et d'Afrique, Cyrille clôture en toute hâte les débats lors de la séance du 22 juin, confirmant la condamnation de Nestorius et l'exile à Antioche. L'empereur accepte le recours de Nestorius et convoque une nouvelle assemblée générale dans les premiers jours de juillet, qui confirme cependant une nouvelle fois la sentence prononcée précédemment. L'empereur byzantin Théodose II ne peut s'opposer ; il demande et obtient la déposition de Cyrille, qui est cependant bientôt réhabilité, tandis que Nestorius se retire dans un couvent et meurt peu après en Égypte. Le nestorianisme est ainsi solennellement condamné ; toutefois, cherchant l'apaisement, les légats pontificaux tenteront de rétablir à nouveau la concorde entre Constantinople et Alexandrie.

## Culte et iconographie
Sa fête, dans l'Église latine, a lieu le 27 juillet. Dans les Églises orthodoxes de culture grecque, où il est très vénéré pour la condamnation de Nestorius, elle a lieu le 8 avril.
Dans l'art, Célestin est représentée comme un pape avec une colombe, un dragon et une flamme.
Certaines reliques se trouvent également dans la région de Mantoue, à San Paolo Fuori le Mura, et dans la basilique San Petronio de Bologne. La diffusion du culte dans la région du Val Pô semble être due à l'affirmation de la maison Canossa, en particulier du marquis Boniface III de Toscane, qui choisit Mantoue comme capitale de ses domaines. Sa dévotion y est attestée par une longue tradition avec l'invention des reliques dans la proche Pietole, l'ancienne patrie andine du poète Virgile, où elles reposaient, volées à un évêque allemand, pour d'autres à l'escorte de l'empereur su Saint-Empire Otton Ier venant de Rome. Transportées à la cathédrale de la ville, elles furent perdues à la suite de l'incendie du Vendredi saint en 1545. Le culte s'est largement répandu dans la ville de Mantoue et dans les campagnes, ainsi que dans l'Émilie voisine. Aujourd'hui encore, la dévotion et le titre sont attestés dans la région de Mantoue par les églises de Pietole di Virgilio, Campitello (la seule qui conserve également ses reliques), dans la région de Modène à Castelnuovo Rangone et dans la région de Reggio d'Émilie à Cadelbosco di Sopra.
À Campitello et Castelnuovo Rangone, le pape Célestin est représenté dans deux beaux tableaux respectivement de Giovanni Bottani (seconde moitié du XVIIIe siècle) et d'Adeodato Malatesta (1873), qui font allusion à son conflit avec Nestorius.